# Commerce triangulaire en Nouvelle-France
Le commerce triangulaire en Nouvelle-France s’inscrit dans un vaste réseau commercial qui relie la France, les Antilles et la Nouvelle-France. Il fut implanté au XVIIe siècle, mais prendra véritablement son envol au tournant du XVIIIe siècle pour ensuite décliner rapidement lors de la Guerre de la Conquête. 

## Contexte et objectifs poursuivis
L’année 1663 marque le début du gouvernement royal. Le roi Louis XIV prend alors en charge l’administration de la colonie et souhaite que cette dernière contribue au prestige et à l’enrichissement de la France d'après les principes du mercantilisme. Selon cette théorie économique, la Nouvelle-France (colonie) doit fournir des matières premières à la France (métropole) et acheter, en retour, ses produits manufacturés. De plus, la Nouvelle-France ne peut commercer avec d’autres États sauf évidemment avec la métropole et les autres colonies du royaume. Finalement, elle ne peut développer des manufactures qui pourraient nuire à celles de la France. Conformément à cette logique, "une colonie est par définition un marché à l’usage des manufactures de l’État". 
Grand partisan de cette théorie, Jean-Baptiste Colbert, alors secrétaire d’état à la marine française et responsable des colonies, veut donner un nouvel essor à la Nouvelle-France. Le plan Colbert repose sur plusieurs aspects : accroître le peuplement; construire des chantiers maritimes; exploiter les forêts et les mines; développer l’agriculture, la chasse, la pêche et, par conséquent, trouver des débouchés pour les produits coloniaux. Pour mettre en œuvre son plan politique, il nomme Jean Talon, premier intendant de la Nouvelle-France. Il écrit d’ailleurs à ce dernier en 1669 lui ordonnant d’encourager les marchands à : 
"avec tout le soin et l'application possible à commencer le commerce par mer, ce qu'ils peuvent faire avec beaucoup d'avantage pour eux en portant aux Isles françaises de l'Amérique, du bois, du poisson salé, des farines, et autres vivres et marchandises du crû du pays, chargeant pour le royaume dans les dites Isles les sucres, tabacs et autres marchandises nécessaires pour le Canada". 
Ainsi, pour mieux servir la métropole, mais aussi parce qu’il caresse l’espoir de voir la Nouvelle-France se suffire à elle-même, Talon jette les bases du commerce triangulaire.
Vers 1745, l'intendant Gilles Hocquart reprend le flambeau et contribue à ce que le commerce triangulaire entre la France, la Nouvelle-France et les Antilles persiste. Plusieurs produits sont échangés. Par exemple, de la France vers les Antilles, on échange du bois de construction et du bétail. De la Nouvelle France vers les Antilles, on achemine du saumon, de la morue séchée, de l'huile de loup marin et du cuir. Finalement, des Antilles on exporte du sirop et du tafia (rhum).

## Son fonctionnement
Le plus connu des circuits est certes le triangle Nouvelle-France-Antilles-France et s’articule de la façon suivante : dès la fin des récoltes, à l’automne, les navires quittent le port de Québec ou Louisbourg pour les Antilles avec à leur bord des marchandises comme du poisson, du bois, de la bière, du blé, de la farine et des fourrures. En novembre ou décembre, ces bateaux arrivent à destination. On procède alors à des échanges, par exemple : on troque la farine, le bois et le blé contre du sucre, de la mélasse et du tabac. Ces nouvelles marchandises sont destinées au marché de la France. Le retour en Nouvelle-France s’effectue au début de l’été, lorsque les glaces ne paralysent plus les eaux du fleuve Saint-Laurent, alors que les bateaux rapportent des produits manufacturés comme des tissus, du vin et des objets de métal... C’est le grand commerce et la France est au cœur de ce réseau. En somme, la majorité des navires sont de la métropole et le financement vient des grandes maisons françaises. 
Il y a eu aussi d’autres circuits, par exemple celui de Québec-La Martinique et un autre que Jacques Mathieu appelle "le petit triangle commercial" qui était Québec-Louisbourg et Louisbourg-Martinique. À leur tête, on retrouve des administrateurs de la métropole, mais aussi des navigateurs et armateurs canadiens. Ce "petit commerce" sert surtout à rendre complémentaire les économies coloniales. Autrement dit : "Voilà un mouvement naturel où l’offre et la demande se rejoignent et où des intervenants trouvent chacun leurs profits dans cette aventure".

## Bilan
On attribue généralement beaucoup de qualité à l’œuvre de Jean Talon. Dans Canada-Québec, les auteurs lui font une place de choix dans l’histoire de la Nouvelle-France: "le mérite inégalé de Talon fut de faire de la colonie anémique, à demi mourante de 1660, une colonie viable, et d’abord de lui avoir rendu confiance en la vie". Lorsqu’il quitte définitivement la Nouvelle-France en 1672, Talon laisse en effet une colonie en bien meilleur état. 
Paradoxalement, le commerce triangulaire, qu’il avait mis en place, prospère très peu après son départ. Plusieurs raisons sont évoquées, notamment l’éloignement géographique, le climat, le manque de surplus pour l’exportation, la rareté des capitaux dans la colonie, la compétition avec les colonies anglaises et l’arrêt du financement royal. 
Le commerce reprend lentement au début du XVIIIe siècle. En effet, la colonie montre des signes notables de diversification économique. À l’exception de la fourrure, on accumule dorénavant assez de bois, de poisson et de produits agricoles pour espérer en exporter. L’abondance de ces produits et la construction, en 1713, de la forteresse de Louisbourg relancent définitivement le commerce triangulaire. Port en eau libre à l’année, vaste entrepôt pour stocker les produits de la Nouvelle-France, Louisbourg va devenir une véritable plaque tournante du commerce dans la première moitié du siècle. « En 1717, 33 navires jettent l’ancre dans la rade de Louisbourg ; en 1726, 118 ». Quant à la valeur des exportations, elle ne cesse de grimper pendant cette période : « de 1 287 700 livres en 1729, elle passe à 2 396 000 livres en 1743 ». 
Les gens de la colonie vont profiter de l’essor du commerce triangulaire. Ils obtiennent ainsi une plus grande diversité de produits. En plus, ce mouvement procure également certains profits à des négociants locaux. Cependant, pour Jacques Mathieu, "l’une des retombées les plus positives de ce grand commerce fut l’organisation et le développement d’un marché intérieur colonial". À titre d’exemple, Mathieu signale le resserrement des rapports économiques entre la campagne et la ville; la construction de routes, ponts et navires, etc.
Pourtant, ce sont surtout les commerçants de la métropole qui vont en tirer le plus grand profit, comme l’ajoute Mathieu : "Ils disposaient seuls des capitaux requis pour monter de grosses entreprises, armer de puissants navires, financer les initiatives d’hommes d’affaires coloniaux [...]". En somme, jusqu’à la reddition de la Nouvelle-France, le commerce triangulaire fut surtout l’affaire de grandes compagnies marchandes.